# Philodromus pictus
Philodromus pictus är en spindelart som beskrevs av Kroneberg 1875. Philodromus pictus ingår i släktet Philodromus och familjen snabblöparspindlar. Inga underarter finns listade i Catalogue of Life.